# Jefferson Marques
Jefferson Marques da Conceição, genannt Jéfferson Feijão (* 21. August 1978 in Belo Horizonte), ist ein ehemaliger brasilianischer Fußballspieler.
Jéfferson Feijão begann seine Laufbahn beim Cruzeiro EC aus Belo Horizonte. Im Alter von 23 Jahren wechselte er das erste Mal ins Ausland nach Portugal. Hier spielte er aber nur eine Saison und ging dann wieder zurück nach Brasilien. Zwei Jahre später ging er nach Südkorea und nach Japan, auch hier jeweils nur für eine Saison. Nach weiteren drei Jahren in der Heimat, fand der Spieler Anstellung in Clubs aus der Volksrepublik China.

## Erfolge
Cruzeiro
- Copa Centro-Oeste: 1999